# Fantasia classica
| Recensione | Giudizio |
| ---------- | -------- |
| AllMusic   | [ 1 ]    |

Fantasia classica è la tredicesima compilation dei Rondò Veneziano pubblicata il 13 ottobre 1997 dalla BMG Ariola.

## Il disco
Il logo del gruppo è di Erminia Munari ed Enzo Mombrini in una versione leggermente diversa, la copertina è di Angus McKie e Victor Togliani.
I brani sono tratti tutti dall'album ufficiale The Genius of Vivaldi, Mozart, Beethoven.
Gli arrangiamenti sono di Ivano Pavesi, il direttore d'orchestra è Gian Piero Reverberi.
Le tracce de Il flauto magico sono state rinominate in Die Zauberflöte.

## Tracce

### Mozart
1. Così fan tutte (Wolfgang Amadeus Mozart e Ivano Pavesi) - 4'09
2. Don Giovanni (Wolfgang Amadeus Mozart e Ivano Pavesi) - 7'25
3. Die Zauberflöte (Part 1) (Wolfgang Amadeus Mozart e Ivano Pavesi) - 3'55
4. Die Zauberflöte (Part 2) (Wolfgang Amadeus Mozart e Ivano Pavesi) - 4'00

### Beethoven
1. Romanza (Ludwig van Beethoven, Gian Piero Reverberi e Ivano Pavesi) - 5'03
2. Chiaro di luna (Part 1) (Ludwig van Beethoven, Gian Piero Reverberi e Ivano Pavesi) - 4'43
3. Chiaro di luna (Part 2) (Ludwig van Beethoven, Gian Piero Reverberi e Ivano Pavesi) - 4'25
4. Sonata a Kreutzer (Ludwig van Beethoven, Gian Piero Reverberi e Ivano Pavesi) - 6'33

### Vivaldi
1. Primavera (Antonio Vivaldi, Gian Piero Reverberi e Ivano Pavesi) - 6'26
2. Estate (Gian Piero Reverberi e Ivano Pavesi) - 5'34
3. Autunno (Gian Piero Reverberi e Ivano Pavesi) - 6'51
4. Inverno (Gian Piero Reverberi e Ivano Pavesi) - 3'15